# Xã Greencastle, Quận Marshall, Iowa
Xã Greencastle (tiếng Anh: Greencastle Township) là một xã thuộc quận Marshall, tiểu bang Iowa, Hoa Kỳ. Năm 2010, dân số của xã này là 1.059 người.